# Saint-Laurent-de-Trèves
Saint-Laurent-de-Trèves is een plaats en voormalige gemeente in het Franse departement Lozère (regio Occitanie) en telt 136 inwoners (1999). De plaats maakt deel uit van het arrondissement Florac.

## Geschiedenis
Saint-Laurent-de-Trèves is op 1 januari 2016 gefuseerd met de gemeente Saint-Julien-d'Arpaon tot de gemeente Cans et Cévennes. 

## Geografie
De oppervlakte van Saint-Laurent-de-Trèves bedraagt 21,4 km², de bevolkingsdichtheid is 6,4 inwoners per km².
De onderstaande kaart toont de ligging van Saint-Laurent-de-Trèves met de belangrijkste infrastructuur en aangrenzende gemeenten.

## Demografie
Onderstaande figuur toont het verloop van het inwonertal.